# Foleștii de Sus, Vâlcea
Foleștii de Sus este un sat în comuna Tomșani din județul Vâlcea, Oltenia, România. Se află a în partea centrală a județului, în Subcarpații Getici, pe malul drept al Bistriței, la o distanță de aproximativ 44 km de Râmnicu Vâlcea.
Prima atestare documentară a localității Folești este făcută în anul 1453. 
Orașul Horezu este menționat pentru prima oară în documentul dat la Râmnic, la 5 septembrie 1487, de către voievodul Vlad Călugăru, iar satele Tomșani și Bogdănești au prima atestare documentară în anul 1536.
Accesul în localitatea Folești de Sus se face pe D.N. 67, care face legătura între municipiul Rm. Vâlcea (45 km)și municipiul Tg. Jiu (70 km), sau de pe E81 se continuă pe DJ 646 Băbeni-Frâncești-Folești-Tomșani-DN67.
Zona în care este amplasată localitatea are multe obiective turistice de vizitat, fiind recunoscută ca un punct important de atracție turistică.

## Galerie de imagini

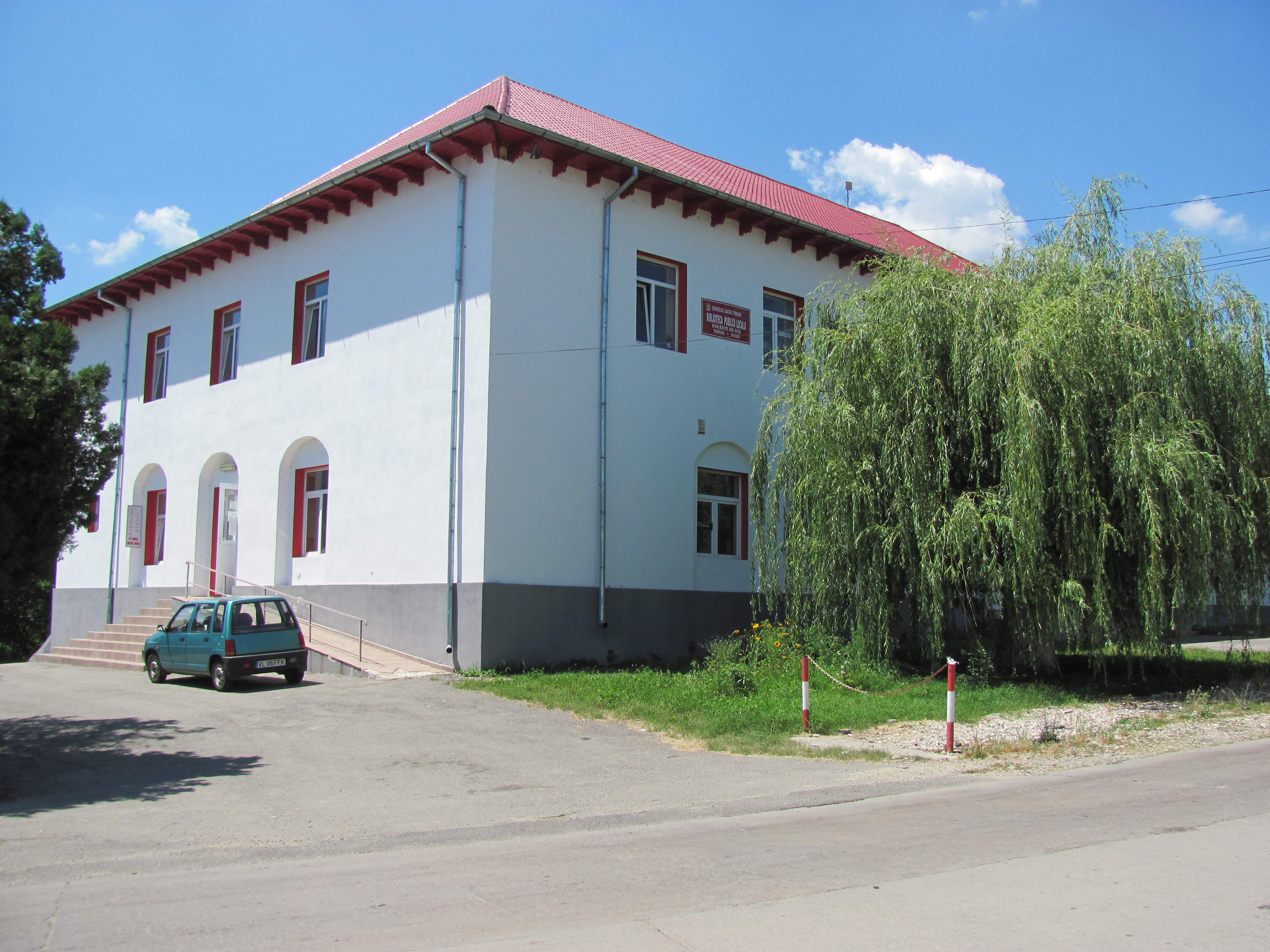
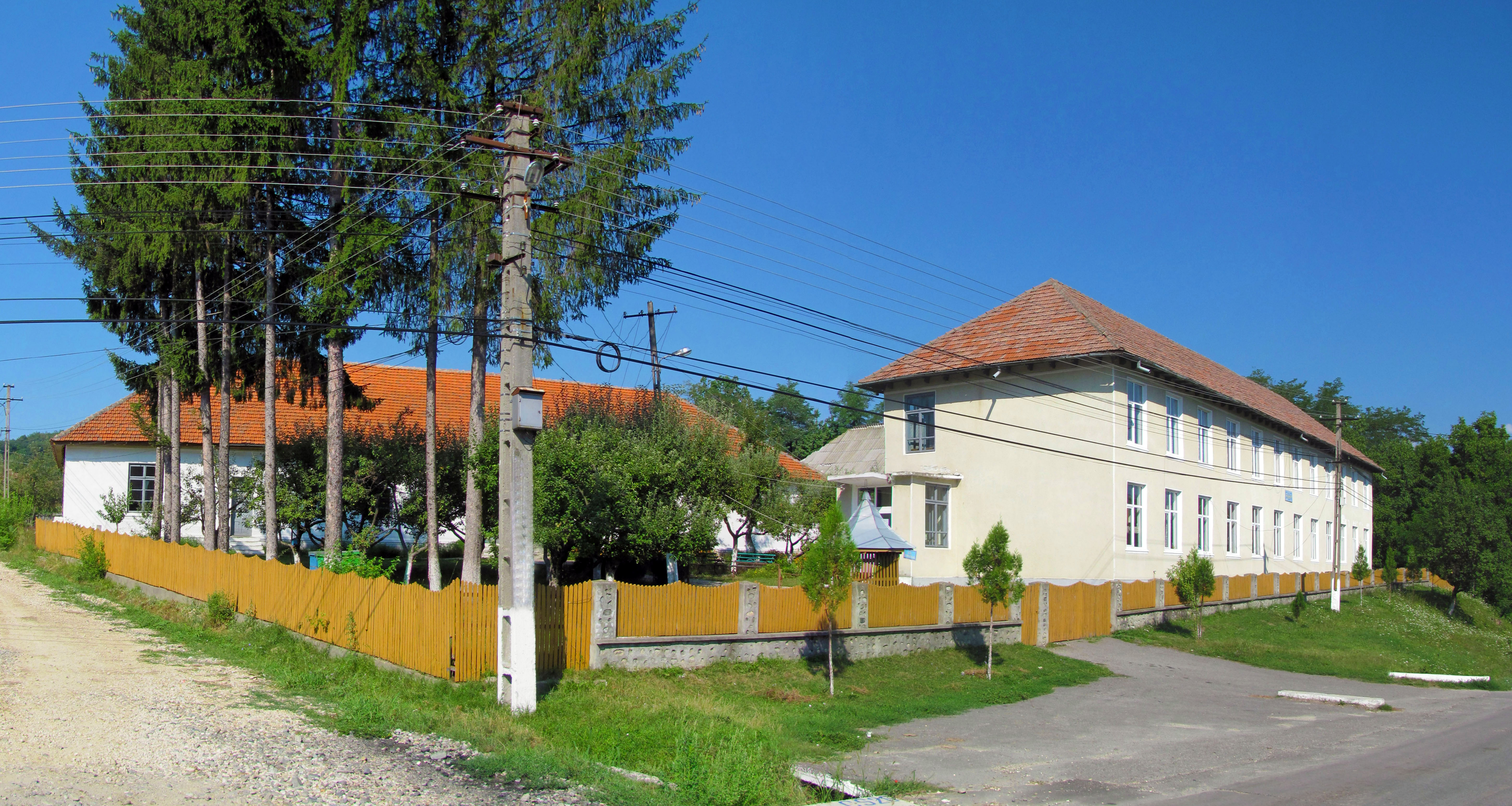
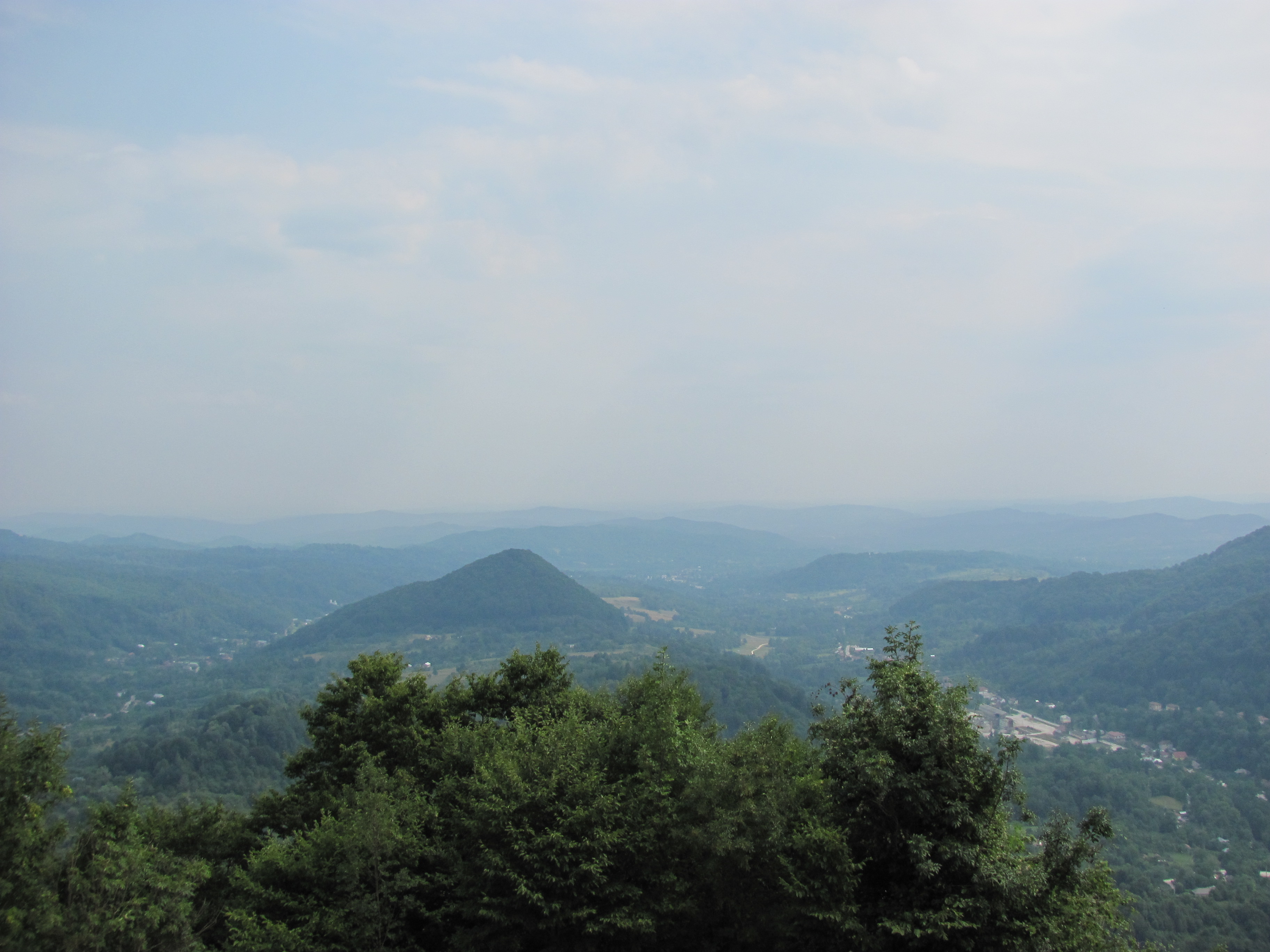
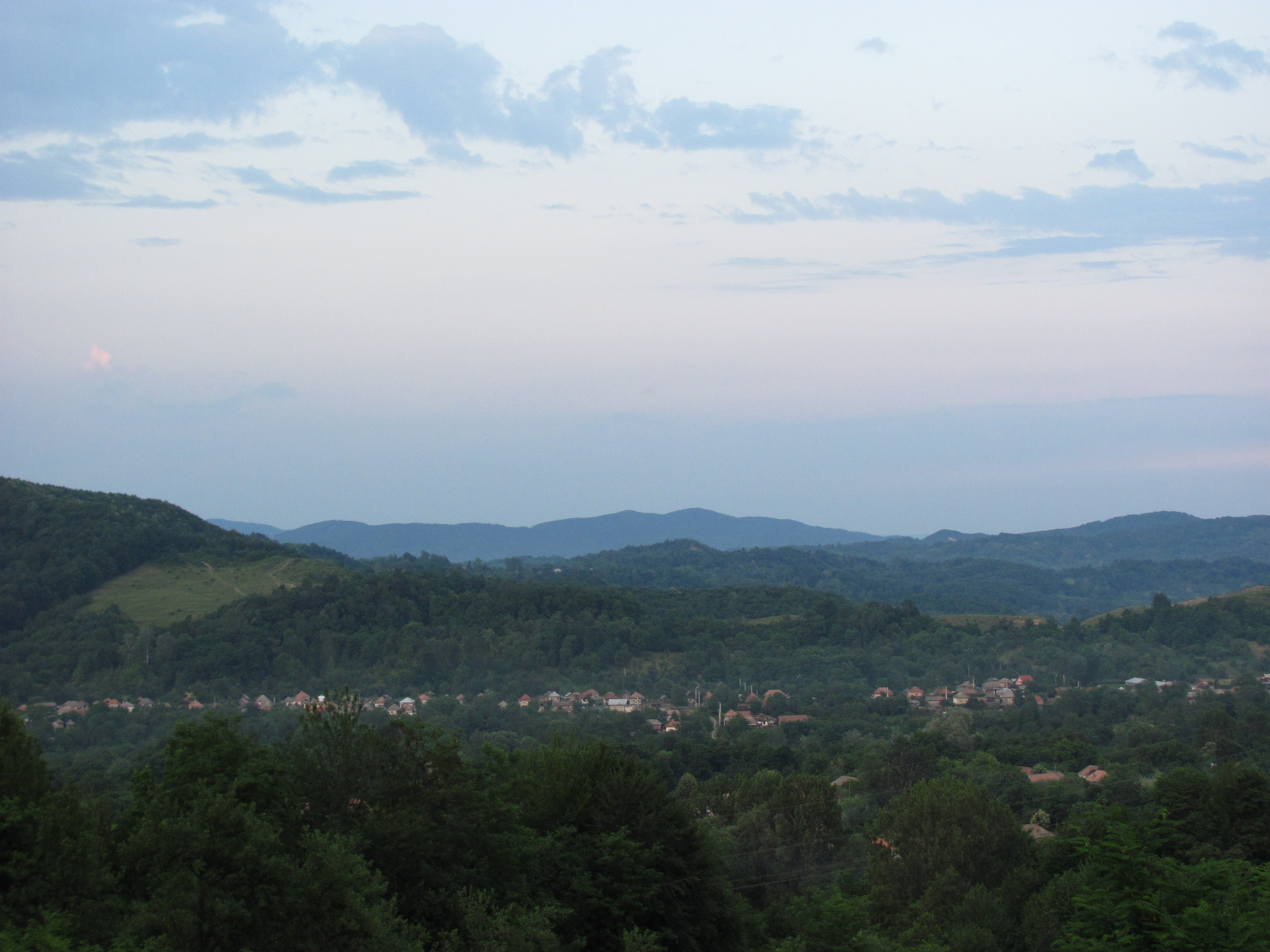
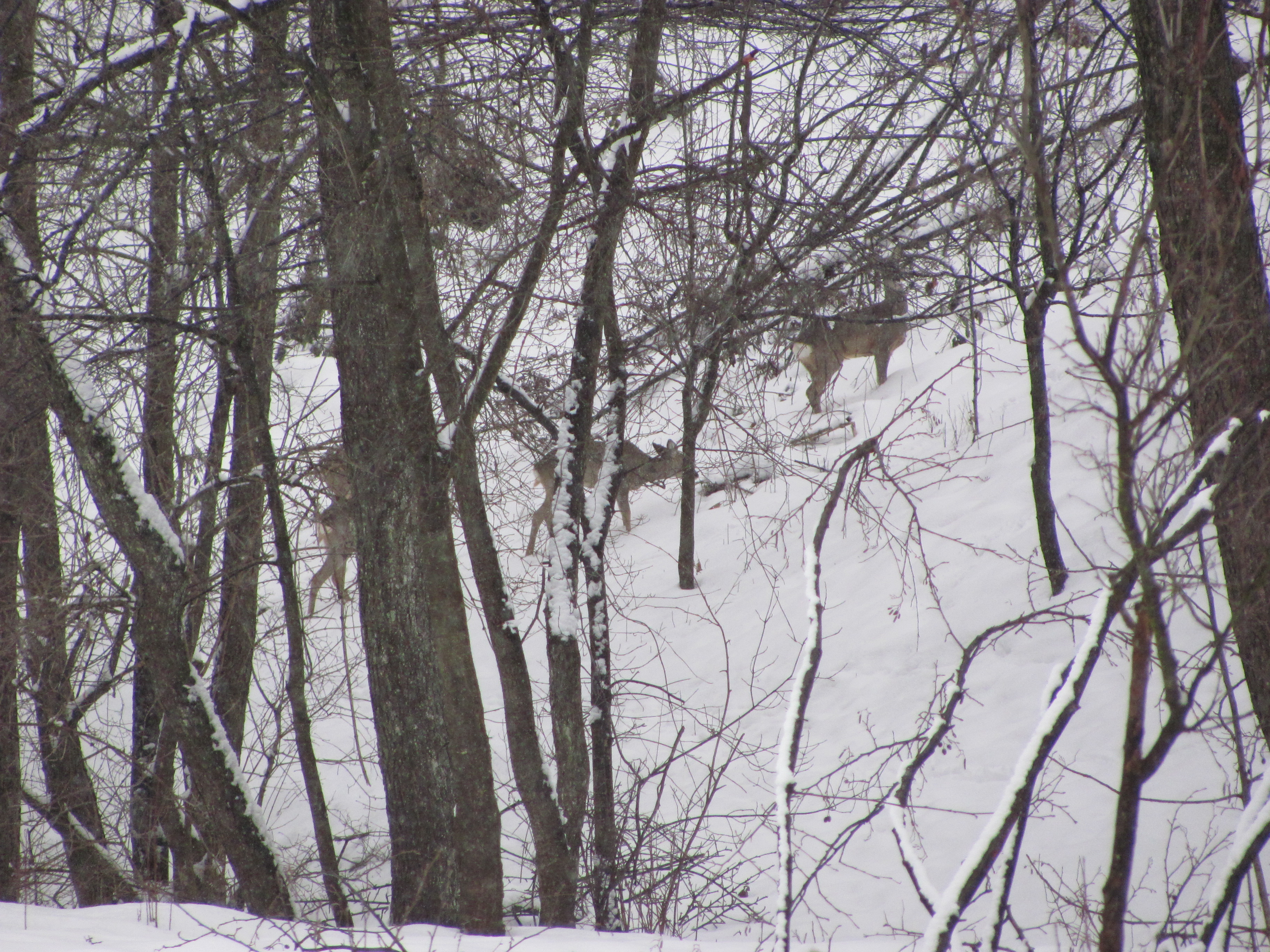
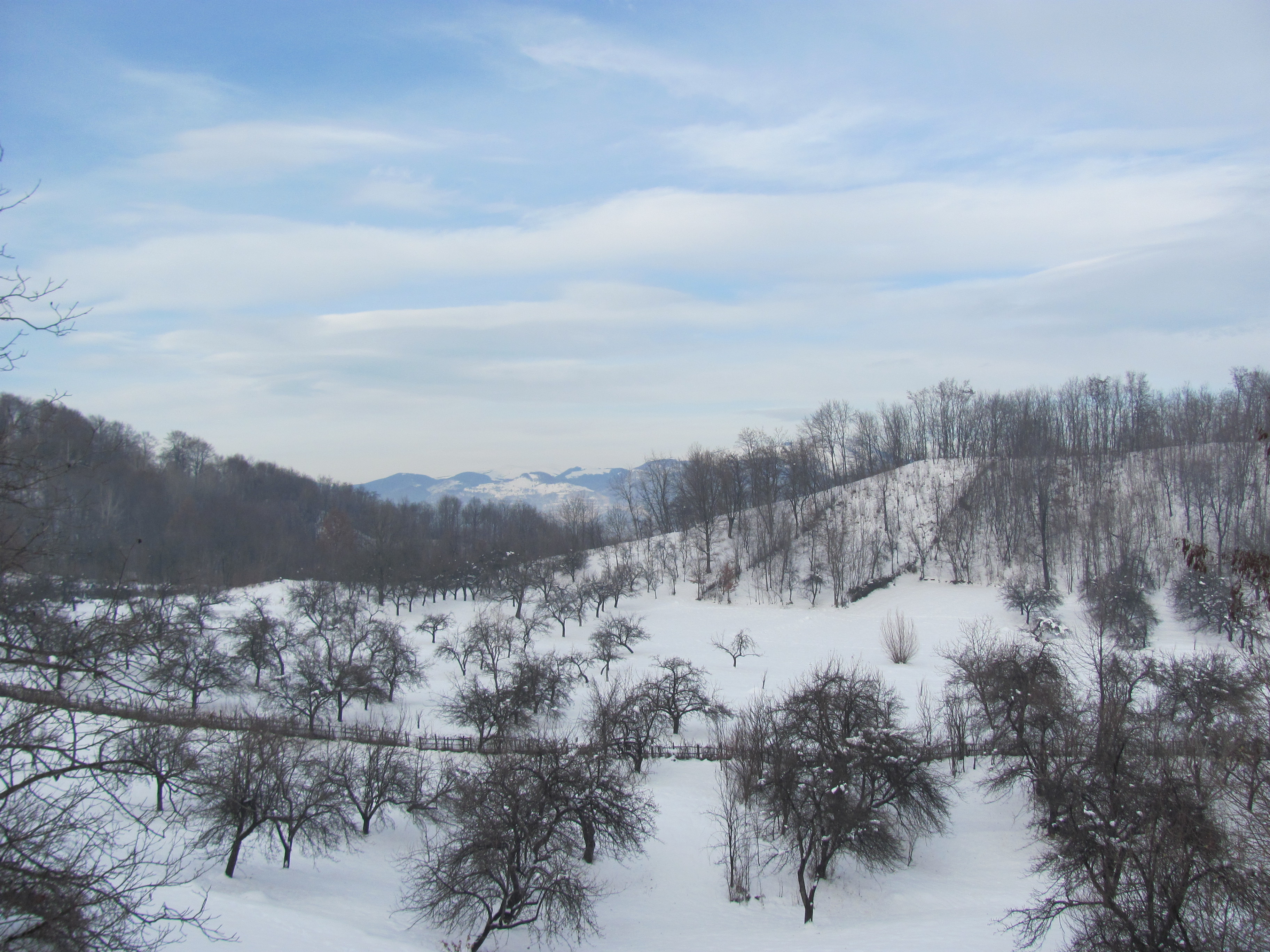
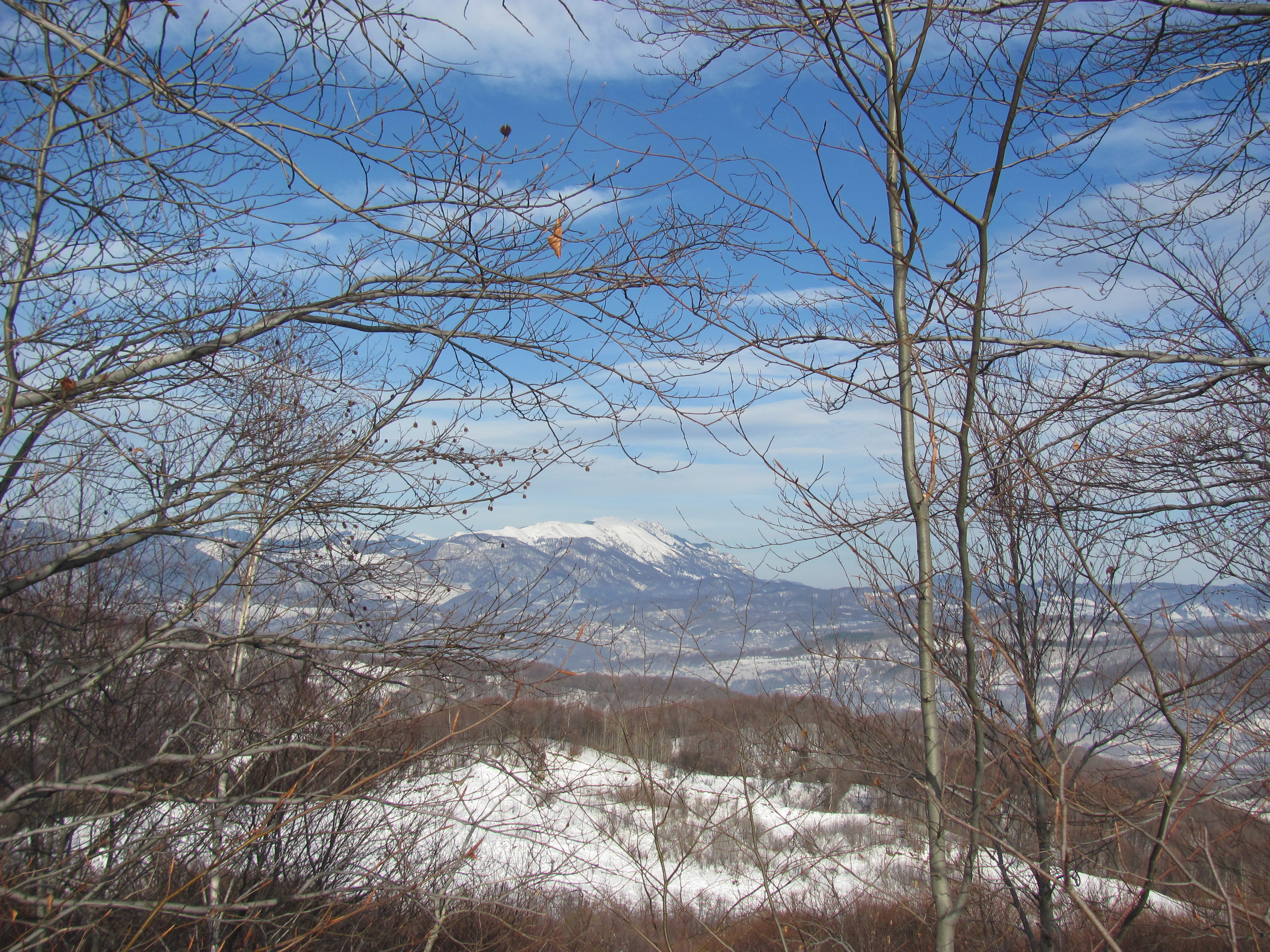
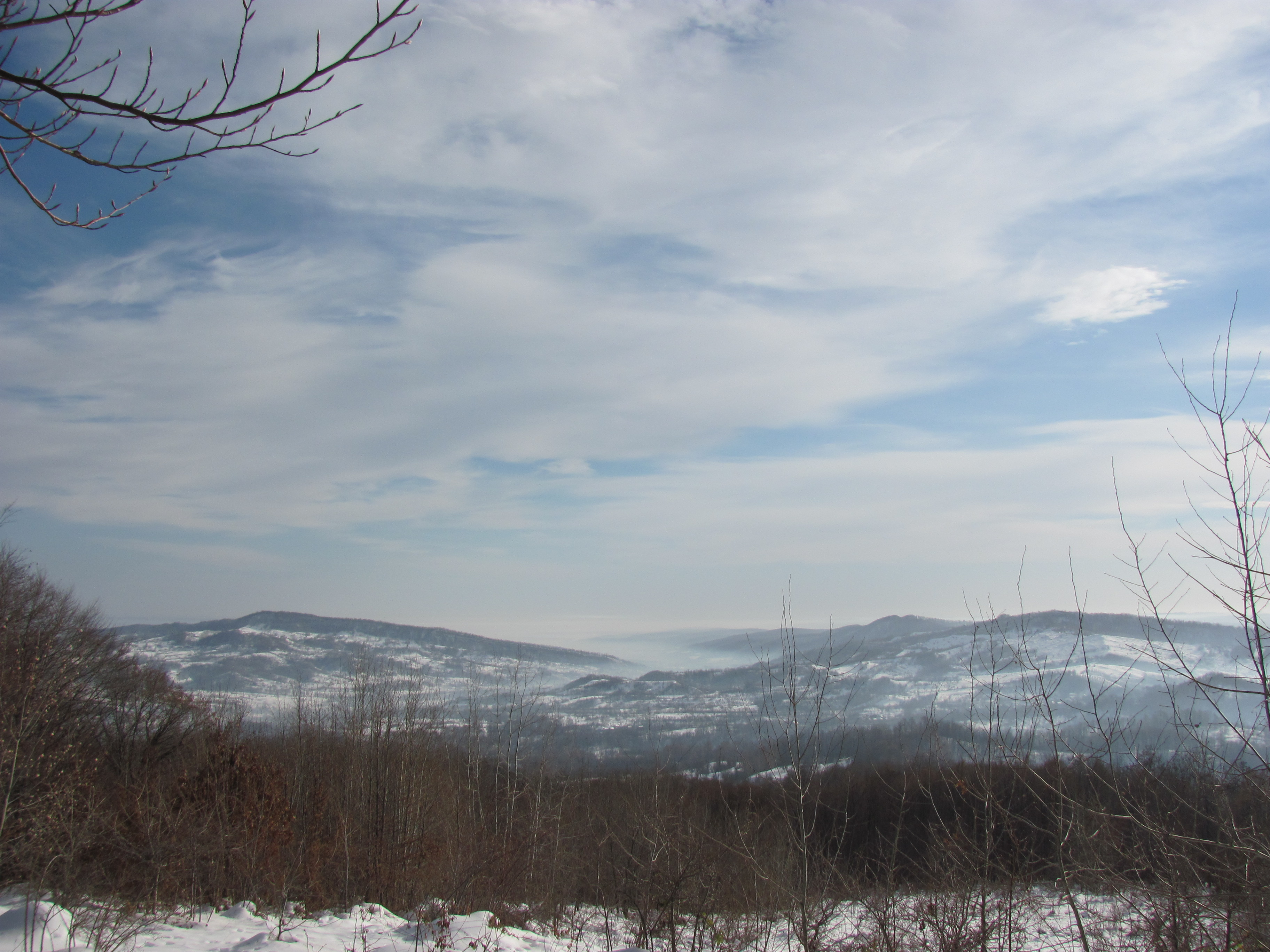